# 洛水川主廟
洛水川主廟位於四川省德陽市什邡市，文物遺址年代判定為清至民國。2012年7月16日公佈為第八批四川省文物保護單位。
洛水川主廟，原名洛水四川會館，位於四川省德陽市什邡市洛水鎮柳河社區，坐西向東，建築面積500平方公尺，占地面積800平方公尺。現存靈冠殿、JI]主殿、老君殿及兩側廂房組成兩進四合院。川主殿、老君殿、南側廂房為清代建築，靈冠殿、北側廂房為二十世紀九十年代重建的仿古建築。川主殿為重簷歇山式屋頂，小青瓦覆面，抬梁穿斗混合式屋架，面闊六閏21.7公尺，進深五間7公尺，通高11公尺，建築面積150平方公尺；老君殿為單簷懸山式屋頂，小青瓦覆面，抬梁穿斗混合式屋架，面闊五間23公尺，進深七間15公尺，通高10公尺，建築面積345平方公尺，前廊卷棚，有民國時期壁畫十余幅。洛水川主廟古建築體量宏大，結構完整，具有川西地區川主廟的典型佈局特色，對研究什邡道教歷史及建築格局具有較重要的價值。該文物為第三次全國文物普查新發現。